# Miss Baba (Elefant)

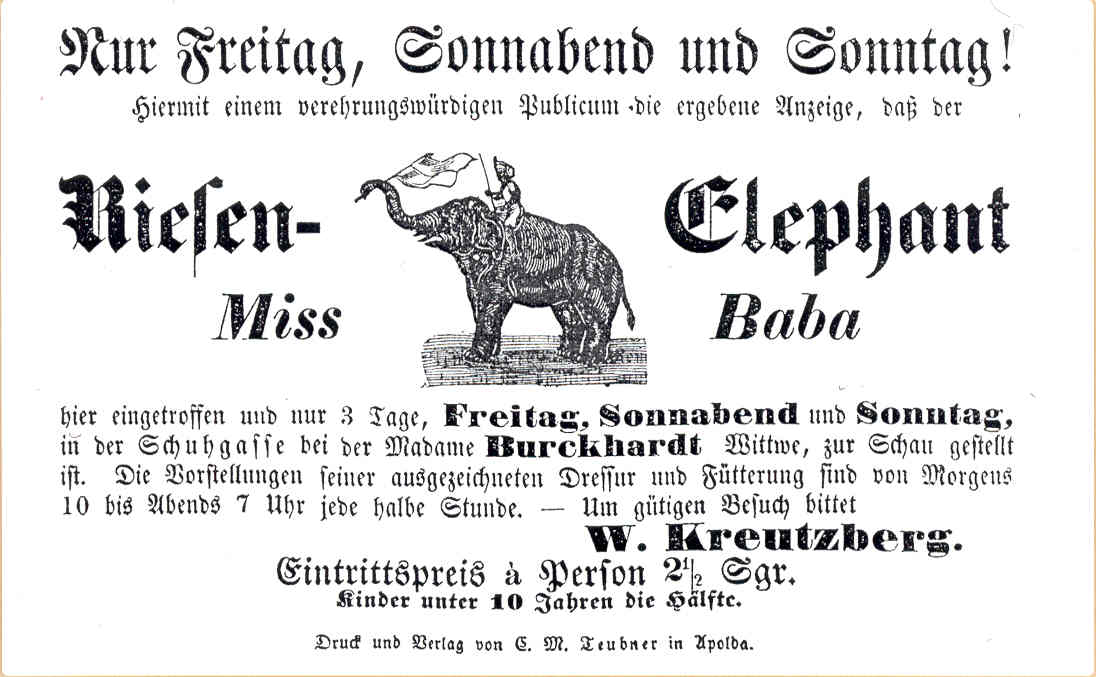
Plakat der Wandermenagerie Kreutzberg, ca. 1857

Miss Baba († 1857) war eine indische Elefantenkuh, die Mitte des 19. Jahrhunderts von einer Wandermenagerie im Besitz einer Familie Kreutzberg durch Mitteldeutschland getrieben und zur Schau gestellt wurde. Der Elefant konnte einige Dressurstücke vorführen, erlitt aber ein spektakuläres und qualvolles Ende, das im bäuerlichen Thüringen des 19. Jahrhunderts weithin Aufsehen erregte und an das in Niederroßla alle 25 Jahre mit einer Jubiläumsfeier, dem Elefantenfest, erinnert wird.
Das Tier war die Attraktion der Menagerie und wurde aufgrund seines Gewichts in einem rundum geschlossenen Wagen ohne Boden transportiert, der um den Elefanten aufgebaut wurde und in dem er die Wegstrecke zu Fuß zurücklegte, ohne von Schaulustigen gesehen werden zu können. Andernfalls wäre es nicht möglich gewesen, mit der Besichtigung des Tieres Geld zu verdienen.
An den Orten der Schaustellung wurde er bei Bauern einquartiert, meist in Pferdeställen oder Scheunen. Die Verpflegung erhielt der Elefant durch vor Ort angekaufte, landesübliche Futtermittel.

## Ereignisse vom 13.–15. Februar 1857
Am 13. Februar 1857 kam die Menagerie nach Niederroßla an der Ilm, wo gastiert wurde und auch Vorführungen stattfanden. Der Elefant war während dieser Zeit im Stall einer Witwe Burckhardt untergebracht, in dem außerdem hinter einer Trennwand eine größere Menge Runkelrüben eingelagert war. In der Nacht zum 15. Februar drückte der Elefant unbemerkt die Trennwand ein und fraß die Rüben, die zu dieser Jahreszeit eiskalt bzw. gefroren waren.
Es kam zunächst zu einem Streit über einen Schadensersatz, der zu Gunsten der Witwe Burckhardt entschieden wurde. Die Besitzer von Miss Baba mussten Rüben und Trennwand bezahlen, waren verärgert und bereiteten die vorzeitige Abreise vor. Der Elefant wurde in den Wagen eingebaut und die Menagerie verließ den Ort in Richtung Buttstädt, der nächsten geplanten Station auf der Reise. Über die folgenden Ereignisse gibt es im Wesentlichen zwei Varianten, die der Familie Kreutzberg sowie die der Dorfbewohner von Niederroßla, die später nicht mehr rechtskräftig geklärt werden konnten.
Der Elefant, der die kalten, zuckerhaltigen Rüben gefressen hatte, bekam Koliken und sein Gesundheitszustand verschlechterte sich zunehmend, so dass die Reise nicht zügig vonstattengehen konnte. Unweit der Flurgrenze von Niederroßla brach der Elefant im Wagen zusammen, worauf der Wagen zu seiner Erleichterung abgebaut (Kreutzberg-Variante) oder vom Elefanten selbst zertrümmert wurde (Dorfbewohner-Variante). Zahlreiche Schaulustige fanden sich ein, darunter angetrunkene Mitglieder des örtlichen Gesangsvereins, die von einer Probe kamen und die den Elefanten geärgert und gepiesackt haben sollen. Es war Fastnachtszeit. Die Kreutzberg-Variante berichtet von einer johlenden Menge, die Dorfbewohner beschrieben das Treiben später als nicht besonders ungewöhnlich.
Nach dem Erscheinen von Mitgliedern des Gemeinderates kam ein weiterer Streitfall auf, denn sollte das Tier auf Niederroßlaer Flur verbleiben, sah die Rechtslage vor, dass die Gemeinde ihn auf Gemeinschaftskosten versorgen und pflegen musste. Sollte er verenden, musste der gewichtige Kadaver auf Gemeinschaftskosten beseitigt werden. Der Streit heizte die Menge weiter an, es kam zu Tumulten, in deren Verlauf der Gesangsverein das kranke Tier mit Stöcken und Stangen über die Grenze zu treiben versuchte. Auf der steiler werdenden Straße nach Wersdorf verendete der Elefant auf bislang umstrittene Weise, jedoch wenige Meter vor der Grenze.
Der dritte Streitfall war eine juristische Schadenersatzklage der Familie Kreutzberg gegen den Gesangverein Niederroßla vor dem Weimarer Landgericht, wobei die Familie Kreutzberg behauptete, der teure Elefant hätte aufgrund seines übermäßigen Rübenfraßes nur Koliken gehabt, sei aber nicht sterbenskrank gewesen und wäre auch nicht gestorben, wenn er nicht von den betrunkenen Schaulustigen so fürchterlich geprügelt und geängstigt worden wäre. Der Gesangsverein Niederroßla argumentierte hingegen, sie hätten den Elefanten mit den Stangen und Stöcken nicht geschlagen, sondern lediglich gekitzelt. Über die wahren Geschehnisse an diesem Tag gab es eben so viele unterschiedliche Berichte, wie Augenzeugen zugegen waren. Das Landgericht hat die Schadensersatzforderung der Familie Kreutzberg zwei Jahre später abgewiesen. Dieses Urteil hat im Landkreis für allgemeine Erheiterung gesorgt, zeitweise wurde Niederroßla im Volksmund als Kitzelbach bezeichnet, wo Elefanten totgekitzelt werden. Der Ortsneckname Elefantenkitzler für die örtlichen Einwohner erklärt sich so zudem.

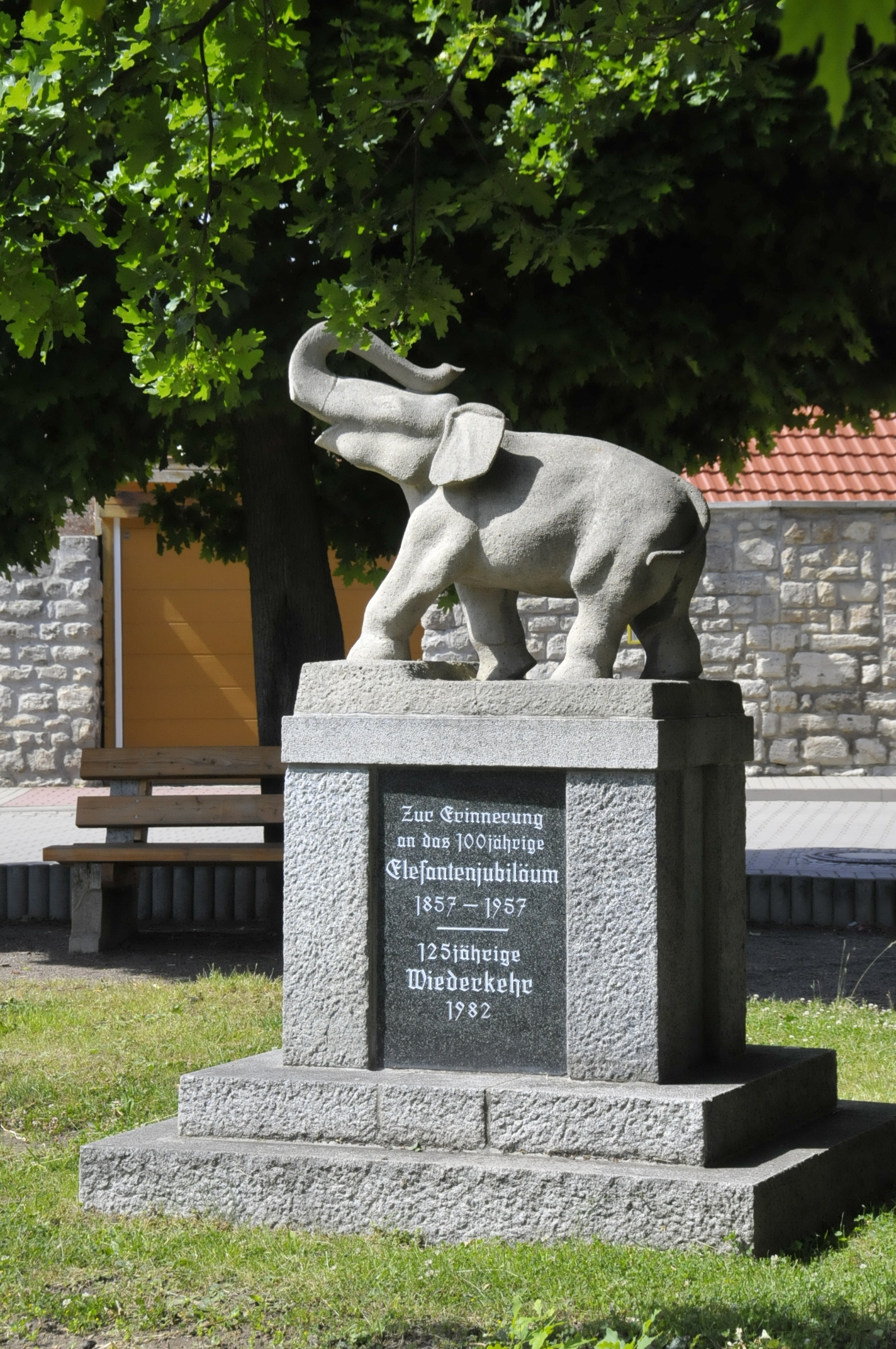
Das Denkmal

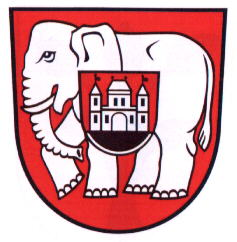
Wappen von Niederroßla

Seit 1907 findet in Niederroßla alle 25 Jahre ein Elefantenfest statt, das diesem Ereignis gewidmet ist. Im Stadtwappen des Orts ist heute ein Elefant abgebildet. Zur 75. Jubelfeier 1932 wurde ein Gedenkstein errichtet, zum 100-jährigen Jubiläum 1957 wurde auf dem Dorfanger ein Elefantendenkmal errichtet und die ausgestopfte Elefantenhaut von Pferden durch den Ort gezogen. Der Platz, an dem der Elefant starb, heißt heute Elefantental. Miss Baba ist Ehrenbürgerin in Niederroßla.

## Der Kadaver von Miss Baba
Der Kadaver wurde nach langem Hin und Her schließlich von der Gemeinde nach Jena gegeben, weil der Transport nach Berlin zu aufwändig war. In Jena wurde das Tier abgedeckt und präpariert, man hatte jedoch nur Interesse am Skelett, das sich lange Zeit am Institut für Spezielle Zoologie und Evolutionsbiologie der Friedrich-Schiller-Universität Jena befand und im Phyletischen Museum in der Sonderausstellung MARINA und andere Elephanten gezeigt wurde.
Die Haut wurde dem Naturkundemuseum Gotha überlassen und dort präpariert. Das Hautpräparat – das älteste erhalten gebliebene Hautpräparat eines Elefanten – wurde bis 1879 im Vorhof zum Naturalien-Cabinet ausgestellt, danach im Herzoglichen Museum im Gothaer Schlosspark aufbewahrt. 1945 kam das Präparat nach Ohrdruf. Dazu wurde lange folgende Geschichte tradiert: Als 1945 Thüringen für kurze Zeit von den Amerikanern besetzt war, sollte die ausgestopfte Haut als Beutegut nach Amerika gehen. Dazu wurde sie zur Sammelstelle nach Ohrdruf geschafft. Da das Präparat nicht in einen Eisenbahnwaggon passte, wurden ihm kurzerhand die Beine abgeschnitten, aus ungeklärten Umständen aber dort zurückgelassen; lediglich die nachgebildeten Stoßzähne wurden als brauchbar klassifiziert und nach Amerika verbracht. Niemand weiß mehr, wo sie heute sind. Nachforschungen in den 1990er Jahren ergaben allerdings nur eine teilweise Bestätigung der Schilderungen und dass zumindest der 'Elfenbeinraub' nicht auf Wahrheit beruht. 1950 wurde die präparierte Haut von Ohrdruf zurück nach Gotha geschafft, die Beine wieder angenäht und dort bis zum folgenden Elefantenfest im Jahre 1957 im Fundus eingelagert. Danach verblieb sie in Niederroßla, bis sie 1979 anlässlich einer Sonderausstellung erneut nach Gotha kam, wo sie sich bis heute befindet. 1982 kam die Haut zum 125-jährigen Jubiläum kurzzeitig nach Niederroßla zurück. Im Jahr 2007 waren dort in einer Ausstellung Haut und Knochen des Tieres gemeinsam zu sehen.
Anschließend wurden beide Teile in das Museum der Natur Gotha gebracht, wo sie 2008 zusammen ausgestellt wurden. Inwiefern dieses Tier mit anderen dressierten seiner Art im 19. Jahrhundert, die ebenfalls den Namen Baba trugen, identifiziert werden kann, ist unbekannt.